# Genet (ort i Etiopien)
Genet är en ort i Etiopien.   Den ligger i regionen Oromia, i den centrala delen av landet, 27 km väster om huvudstaden Addis Abeba. Genet ligger 2 402 meter över havet och antalet invånare är 23 753.
Terrängen runt Genet är kuperad åt sydost, men åt nordväst är den platt. Runt Genet är det ganska tätbefolkat, med 185 invånare per kvadratkilometer. Genet är det största samhället i trakten. Omgivningarna runt Genet är en mosaik av jordbruksmark och naturlig växtlighet.